# Tim Goss
Tim Goss (* 28. Februar 1963 in Großbritannien) ist ein Ingenieur und Rennwagen-Konstrukteur in der Formel 1.
Seit dem Abschluss seines Studiums am Imperial College in London arbeitet Goss im Motorsport. 1986 wurde er von Cosworth engagiert, von wo aus er 1990 schließlich zu McLaren wechselte.
Nach der Saison 2012 gab McLaren bekannt, dass Paddy Lowe das Team verlassen werde. Am 25. Februar 2013 gab McLaren bekannt, dass Tim Goss den Posten Lowes als Technischer Direktor übernehmen wird. Lowe wird bis zum Jahresende andere Aufgaben übernehmen.
Nach übereinstimmenden Medienberichten von Ende April 2018 muss Goss seine Position als Technischer Direktor bei McLaren abgeben.